# 翻訳センター
株式会社翻訳センター（ほんやくセンター、英文名称HONYAKU CENTER INC.）は、企業向けに医薬翻訳・特許翻訳・金融翻訳など専門分野の産業翻訳サービスを行う企業。登録翻訳者は約3,200名。

## 事業内容

### 翻訳分野
文学作品などの、いわゆる文芸翻訳ではなく、下記のような専門分野における産業翻訳を主力とする。
- 特許
- 医薬
- 金融
- 工業
- メディカルライティング（新薬申請など、薬事分野）

### 取扱言語
- 日本語
- 英語
- フランス語
- ドイツ語
- 中国語（繁体字・簡体字）
- 韓国語
- ロシア語
- スペイン語
- ポルトガル語
- イタリア語
- モンゴル語
- ポーランド語
- チェコ語
- スロバキア語

- タイ語
- ミャンマー語
- ベトナム語
- マレー語
- インドネシア語
- スロベニア語
- リトアニア語
- ラトビア語
- エストニア語
- ルーマニア語
- スウェーデン語
- ノルウェー語
- フィンランド語
- デンマーク語

- タガログ語
- ヒンディー語
- カンボジア語
- トルコ語
- オランダ語
- ギリシャ語
- ブルガリア語
- ハンガリー語
- セルビア語
- クロアチア語
- ペルシャ語
- アラビア語
- ヘブライ語
- ラテン語
- シンハラ語

## 沿革
- 1986年4月 - 大阪市北区に、株式会社メディカル翻訳センター設立
- 1988年9月 - 京都市中京区に、株式会社京都翻訳センター設立
- 1995年11月 - 本店を大阪市中央区に移転
- 1997年4月 - 株式会社関西翻訳センターを吸収合併。株式会社翻訳センターに社名変更
- 2004年4月 - 一般労働者派遣事業の認可を受け、翻訳・通訳者の派遣サービスを開始
- 2006年4月 - 大証ヘラクレス（現・ジャスダック）に上場
- 2012年 - アイ・エス・エスを子会社化[2]